# 東武バスウエスト上尾営業所

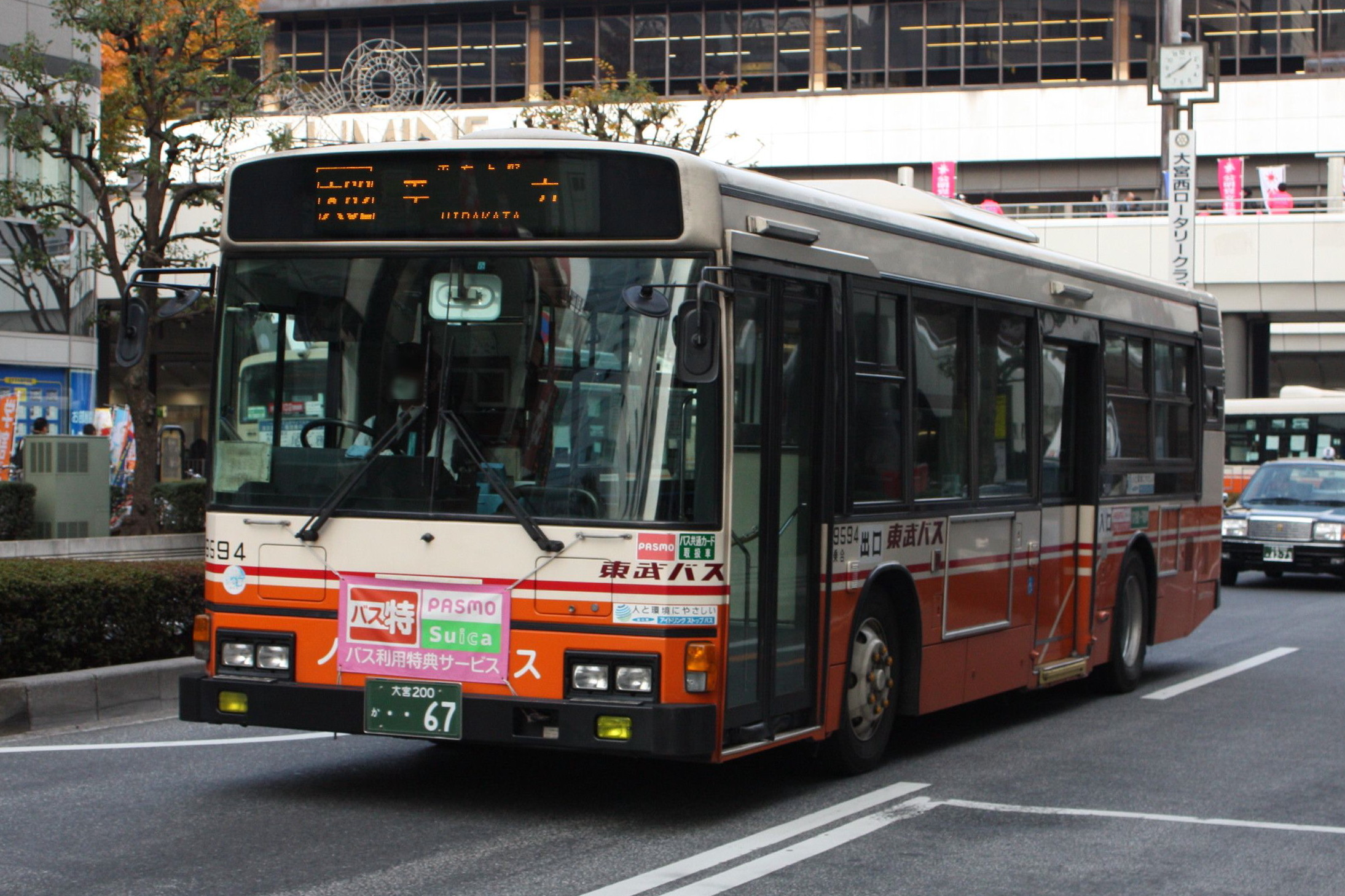
上尾営業所所属車

東武バスウエスト上尾営業所（とうぶバスウエストあげおえいぎょうしょ）は、埼玉県上尾市大字小敷谷字氷川後にある東武バスウエストの営業所。最寄りバス停名は「西上尾車庫」である。大宮営業事務所の傘下である。所属車両のナンバーは大宮ナンバー。
上尾駅・大宮駅・指扇駅・川越駅から、高崎線以西の上尾市を結ぶ路線を担当している。

## 沿革
もとは、大宮営業所で上尾地区を担当していた出張所が独立したものである。のち、上尾市東部の路線を東武グループの関連企業へ移管し、残った上尾市西部を担当していた西上尾出張所へ営業所機能が移った。かつては上尾市緑丘に車庫があり、「上尾車庫」と称していた。営業所が現在の西上尾車庫に移転した後、上尾車庫は敷地の多くが店舗となり、残った敷地でバスの折り返し施設・停留所名として「上尾車庫」のまま使用されていたが、2008年3月31日をもって路線の乗り入れの終了と共に閉鎖された。
- 1967年 - 大宮営業所上尾出張所から営業所へ昇格。
- 1998年 - 旧上尾営業所を閉鎖。旧上尾営業所西上尾出張所へ営業所機能を移転。
- 2000年 - 加須営業所廃止に伴い、加須営業所菖蒲出張所が上尾営業所の傘下とする。
- 2002年 - 東武鉄道から分社され、東武バスウエスト大宮営業事務所の管轄となる。上尾駅東口発着の路線の全路線を朝日自動車菖蒲営業所へ移管。
- 2007年9月1日 - PASMO使用開始。

## 輸送人数
- 16,569人（2005年度、1日平均）[1]

## 現行路線

### 上尾駅西口 - 西上尾第一・第二団地 - 西上尾車庫線
- 尾11：上尾駅西口 - 西柏座 - 第一団地入口 - 西上尾車庫
- 尾12：上尾駅西口 - 西柏座 - 第一団地入口 - 西上尾車庫入口 - 畔吉 - 西上尾車庫
- 尾13：上尾駅西口 - 西柏座 - 第一団地入口 - 西上尾第一団地（深夜バス運行も有り）
- 尾21：上尾駅西口 - 市民体育館前 - アリオ上尾前 - 西上尾第一団地
- 尾31：上尾駅西口 - 市民体育館前 - 西上尾第二団地
- 尾32：上尾駅西口 - 市民体育館前 - 西上尾第二団地 - 丸山公園入口 - リハビリセンター

西上尾第一・第二団地は日本住宅公団（現:都市再生機構）が開発した総計約6千戸の公団住宅であり、一定の乗客数がいることから高頻度で運行されている。なお、平日朝8時59分までに西上尾車庫または西上尾第一団地を発着する車両は前乗り先払いとなっている。
尾32は、「上尾市運行バス」として運行されている。
尾11の深夜バスは、2024年1月29日の改正に伴い26日を以て廃止された。

### 上尾駅西口 - 平方 - 川越駅線
- 尾61：上尾駅西口 - UDトラックス前 - 平方 - リハビリセンター
- 尾62：上尾駅西口 - UDトラックス前 - 平方
- 尾63：上尾駅西口 - UDトラックス前 - 平方 - 丸山公園
- 川越06：上尾駅西口 - UDトラックス前 - 平方 - 埼玉医大総合医療センター - 川越駅
- 川越06：上尾駅西口 - UDトラックス前 - 平方 - 埼玉医大総合医療センター
- 川越06：橘神社前 - 埼玉医大総合医療センター - 川越駅
- 川越06：川越運動公園 - 埼玉医大総合医療センター - 川越駅
- 川越06：埼玉医大総合医療センター - 川越氷川神社 - 川越駅

この路線は、川越営業事務所と共管である。川越営業事務所は、川越市内折り返し便のみ担当。

### 大宮駅西口 - 清河寺 - リハビリセンター・平方線
- 大60：大宮駅西口 - 櫛引 - 平方上野 - 西上尾車庫
- 大62：大宮駅西口 - 櫛引 - 平方上野 - 平方
- 大62：大宮駅西口 - 櫛引 - 平方上野 - 平方 - 丸山公園
- 大62：大宮駅西口 - 櫛引 - 平方上野 - 平方 - 橘神社前 - リハビリセンター
- 大65：大宮駅西口 - 櫛引 - 一本木 - リハビリセンター入口 - 橘神社前
- 大65：大宮駅西口 - 櫛引 - 一本木 - リハビリセンター入口 - 橘神社前 - 丸山公園
- 大65：大宮駅西口 - 櫛引 - 一本木 - リハビリセンター

2013年12月7日の改正で土休日の自衛隊入口経由の運行は終了し、平日と同じ経路で運行。
おおむね、平方上野経由の大62の平方行とリハビリセンター入口経由の大65の平方行が交互に20分間隔で運行されていた。
2019年11月11日のダイヤ改正でリハビリセンター入口経由の大65が停車する平方バス停が改称され、橘神社前に名称変更されると同時に大62が平方・橘神社前を経由しリハビリセンターまでの便が新設され、多くの便が延伸された。代わりに、大65はリハビリセンター止まりとなる便が増えた。
大62（大宮駅西口～平方）の深夜バスが2023年（令和5年）3月18日に廃止となった。

### 指扇駅北口 - リハビリセンター・平方線
- 扇01：指扇駅北口 - 峰岸団地 - リハビリセンター
- 扇01：指扇駅北口 - 峰岸団地 - 橘神社前 - フェニックスゴルフ場
- 扇01：指扇駅北口 - 峰岸団地 - 橘神社前
- 扇02：指扇駅北口 - 峰岸団地 - 橘神社前 - フェニックスゴルフ場 - 平方 - 上尾駅西口
- 扇02：指扇駅北口 - 峰岸団地 - 橘神社前 - 平方 - 上尾駅西口
- 扇02：上尾駅西口 - 秀明高校（直行、通学時間帯のみ運行）

### 自治体のコミュニティバス
- 上尾市・ぐるっとくん
  - 大谷循環
  - 大石桶川線
  - 大石領家北上尾線
  - 平方小敷谷循環
  - 平方丸山公園線

## 廃止路線
- 大64：大宮駅西口 - 櫛引 - 宮の前 - 清河寺 - 中新井 - 西宮下 - 上尾駅西口
- 尾03：上尾車庫・上尾駅東口 - 上平支所・羽貫駅 - 県民活動総合センター
- 川越06：上尾駅西口 - 平方（旧）
- 大67：大宮駅西口 - 櫛引 - ｛自衛隊入口（土休日のみ） - ｝平方上野 - 平方（旧）
- 大68：大宮駅西口 - 櫛引 - ｛自衛隊入口（土休日のみ） - ｝リハビリセンター入口 - 平方（旧）
  - 2007年12月11日、「平方」折返場の廃止に伴う（現在の「平方」停留所は、「平方神社前」停留所から名称変更）。
- 尾14：上尾駅東口 - 上町 - 西上尾車庫
- 尾12：上尾駅東口 - 水上公園（季節運行）
- 尾01：上尾駅西口 - 市民体育館前 - 西上尾第一団地（急行）　2013年5月20日廃止
- 尾15：上尾駅西口 - 柏座 - 西上尾第一団地 - 西上尾第二団地　2016年5月30日廃止[5]
- ベニ01：桶川駅西口 - ベニバナウォーク桶川（直行）　2017年5月31日廃止
- 尾14：上尾駅西口 - 西柏座 - 団地・内回り - 西上尾第一団地　2018年6月25日廃止
- 尾22：上尾駅西口 - 愛宕神社前 - 西上尾第二団地 - 西上尾第一団地（深夜バス運行） 2018年3月26日廃止[6]
- 大63：大宮駅西口 - 西上尾第二団地 - 西上尾第一団地 - 西上尾車庫（金曜日のみ）2019年8月23日廃止[7]

## 移管路線
上尾駅東口発着路線
- 尾03・六道方面
  - 上尾車庫・上尾駅東口 - 上平支所 - 羽貫駅
  - 上尾車庫・上尾駅東口 - 上平支所・羽貫駅 - 伊奈学園総合高校

- 尾04・伊奈役場
  - 上尾車庫・上尾駅東口 - 小室志久 - 伊奈役場

- 尾07・平塚
  - 上尾駅東口 - 中本村・向原 - 平塚

- 尾13・ガンセンター
  - 上尾駅東口 - 原の前 - ガンセンター

- 東大14・県営砂団地方面
  - 上尾車庫・上尾駅東口 - 県営砂団地 - 東大宮駅

- 東大16・尾山台団地方面
  - 上尾車庫・上尾駅東口 - 尾山台団地 - 東大宮駅

- 鴻03・免許センター方面
  - 上尾駅東口 - しらこばと団地 - 鴻巣駅 - 免許センター

上記の路線は鴻03を除き、2002年4月1日付で朝日自動車菖蒲営業所に移管した。
鴻03は、2000年に移管されている。また、鴻03は上尾営業所・加須営業所の共管路線であった。

## 車両
- 当営業所は、日野自動車のバスを指定している[要出典]。また、東武バスセントラルやウエストで廃車となったバスが当営業所に留置されている。
- 2002年3月まで、当営業所に川越観光自動車の車両配置があった。これは上尾市内循環用の車両で、2002年4月以降は同社森林公園営業所が開設され、そちらから回送されるようになったため配置が無くなった。